# Sundals härads valkrets
Sundals härads valkrets var vid riksdagsvalen till andra kammaren 1866–1890 en egen valkrets med ett mandat. Valkretsen, som omfattade Sundals härad, avskaffades i valet 1893 och området kom istället att ingå i den nybildade Nordals, Sundals och Valbo häraders valkrets.

## Riksdagsmän
- Daniel Isaksson, lmp (1867–1872)
- Johannes Larsson (1873–1876)
- Daniel Isaksson, lmp (1877–1878)
- Anders Larsson, lmp (1879–1881)
- Johannes Larsson (1882–1884)
- Patrik Stockman, lmp 1885–1887, nya lmp 1888–1890 (1885–25/3 1890)
- Anders Lunderqvist, nya lmp (5/5–31/12 1890)
- Anders Larsson, nya lmp 1891, gamla lmp 1892–1893 (1891–1893)